# Vriesea cearensis
Vriesea cearensis là một loài thuộc chi Vriesea. Đây là loài đặc hữu của Brasil.